# The Thing (Kunstprojekt)

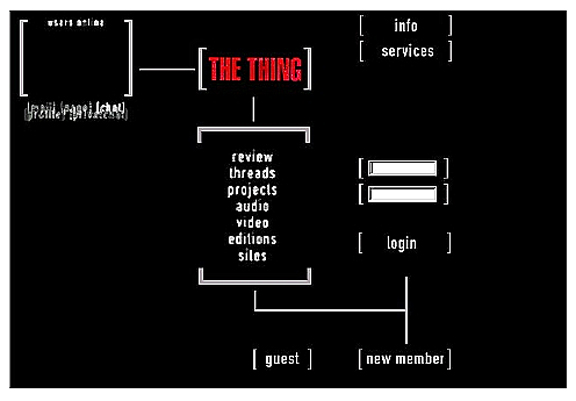
The Thing screen (ca. 1998)

The Thing ist ein internationales, nichtkommerzielles Künstler-Netzwerk.

## Idee
Zu den Grundideen von The Thing gehört ein von Künstlern initiiertes und betriebenes Sprechen und Schreiben über Kunst und Kultur. Aus dem Geist der »Institutional Critique« entstanden, gehörte The Thing zu einer Kunst, die in den 1980er-Jahren begonnen hatte, ihre eigenen Produktionsbedingungen, ihre Vermittlung und Rezeption zu thematisieren. Zur Realisierung dieses Kunstbegriffes gehört es, eigene Informations- und Kommunikationsinfrastrukturen zu entwickeln. Ebenso besteht der Anspruch, zusätzlich zu den Informationen des Mainstream und der traditionellen Kunstkritik eine weitere Form von Öffentlichkeit zu schaffen.

## Geschichte
Der erste Knoten des Netzwerkes wurde 1991 als BBS für die Kunstszene New Yorks von Wolfgang Staehle gegründet, der auch als Geschäftsführer des angeschlossenen Providers und der Webagentur Thing.net. tätig ist.The Thing ist damit die älteste Plattform dieser Art. Basierend auf der Idee hinter Joseph Beuys’ Sozialer Plastik verwendeten erstmals Kunst- und Kulturschaffende allgemein verfügbare Netzwerktechnik, um in Dialog miteinander zu treten. Als Mailbox-Netzwerk breitete The Thing sich in den Jahren 1992 bis 1994 in Deutschland aus. Knotenpunkte gab es in Hamburg, Berlin, Köln, Düsseldorf und Frankfurt am Main. Im europäischen Ausland gab es für kurze Zeit Ableger in Basel, Wien, London, und Stockholm. Mit dem Aufkommen des World Wide Web verschwanden die Mailboxen nach und nach. Von 1995 bis 1997 gingen folgende Stationen von The Thing online: New York, Berlin, Wien, Frankfurt, Amsterdam und Basel. Im November 2006 stieß The Thing Hamburg hinzu und betrieb die Platform bis 2009. 2015 nahm der Betreiber des Berliner Knotens Ulf Schleth einen Server des freien sozialen Netzwerkes Diaspora in Betrieb, um auf die regressiven und proprietären Arbeitsweisen kommerzieller sozialer Netzwerke hinzuweisen.

## The Thing global
- The Thing Amsterdam wurde von Walter van der Cruijsen gegründet
- The Thing Basel wurde von Barbara Strebel and Rik Gelles gegründet
- The Thing Berlin wurde von Ulf Schleth gegründet
- The Thing Cologne wurde von Michael Krome gegründet
- The Thing Düsseldorf wurde von Jörg Sasse gegründet
- The Thing Frankfurt wurde von Andreas Kallfelz gegründet
- The Thing Hamburg (1993–94) wurde von Hans-Joachim Lenger gegründet
- The Thing Hamburg*  (2006–2009) wurde von The Thing Hamburg e.V. gegründet
- The Thing London wurde von Andreas Ruethi gegründet
- The Thing New York wurde von Wolfgang Staehle gegründet
- The Thing Stockholm wurde von Magnus Borg gegründet
- The Thing Vienna wurde von Helmut Mark and Max Kossatz gegründet
- The Thing Roma wurde von Marco Deseriis and Giuseppe Marano gegründet